# 삼투압

U자형 튜브의 삼투

삼투압(滲透壓, 영어: osmotic pressure)은 반투막을 통해 순수한 용매가 내부로 흐르는 것을 방지하기 위해 용액에 적용되어야 하는 최소 압력이다. 이는 또한 삼투에 의해 용액이 순수한 용매를 흡수하는 경향을 측정하는 것으로 정의된다. 잠재적 삼투압(潛在的滲透壓, 영어: potential osmotic pressure)은 반투막에 의해 용액이 순수한 용매로부터 분리되었을 때 용액에 나타날 수 있는 최대 삼투압이다.

## 이론 및 측정
{\displaystyle \Pi =icRT}

## 같이 보기
- 삼투
- 콜로이드 삼투압